# Aquädukt von Vanvitelli
Das Aquädukt von Vanvitelli (italienischer Name: Acquedotto Carolino, zu Deutsch Karolinischer Aquädukt) ist ein Aquädukt nahe der Gemeinde Valle di Maddaloni in der italienischen Region Kampanien.

## Geschichte
Das Aquädukt wurde zwischen 1753 und 1762 nach Plänen des namensgebenden Architekten Luigi Vanvitelli für Karl III. errichtet. Es gehört seit 1997 zusammen mit dem Palast von Caserta, dem Schlossgarten und San Leucio zum UNESCO-Welterbe. Das Aquädukt gehört zu einer etwa 38 km langen Wasserleitung, welche das Wasser aus der Quelle von Fizzo bis zum Gipfel des Montebriano transportierte und dadurch die vielen Brunnen der Palastgärten sowie die Stadt Caserta mit genügend Wasser speiste. Die Einweihung war am 7. Mai 1762. Die Bauarbeiten zogen sich je nach Quelle bis 1769 hin. Von besonderem architektonischem Wert ist der perfekt erhaltene 529 Meter lange und 55,8 Meter hohe Abschnitt nahe dem Ort Valle di Maddaloni.